# Cibrone
Cibrone is een plaats (frazione) in de Italiaanse gemeente Nibionno.